# 1987~1988년 커리지 리그
1987/88 커리지 리그(1987-88 Courage League)은 잉글랜드 럭비 유니온 잉글리시 프리미어십의 첫 시즌이다. 12팀이 참가하였으며 팀당 11경기(일부 10경기)를 치렀다. 
첫 우승은 레스터 타이거스가 차지 했으며 코벤트리와 세일이 강등, 로슬린 파크와 리버풀 세인트 헬렌스가 RFU 챔피언십에서 승격 되었다.

## 참가 팀
- 브리스틀
- 바스
- 코벤트리
- 글로스터
- 할리퀸스
- 레스터 타이거스
- 모슬리
- 노팅험
- 오렐
- 세일 샤크스
- 워털루
- 와스프스